# Angeli (kipi)
Angeli so kipi, ki stojijo na travniku zraven Kamniškega drevoreda, Kalvarije in kopališča Fontana. Zgradili so jih okrog leta 2004. Ponazarjajo tri angele. Vsak ima drugo obliko glave in barvo; prvi je zelene, drugi rumene, tretji pa rožnate barve. Visoki so približno tri metre.
Izdelani so iz pobarvanega cementa in se nahajajo v severovzhodnem delu Slovenije. Njihova avtorica je akademska kiparka Lučka Koščak, njihovo postavitev pa sta omogočila mestna občina Maribor in Zavod za kiparstvo iz Ljubljane.
Koordinati:   46°34′5.49″N, 15°37′38.51″E